# Razorlight (album)
Razorlight è il secondo album del gruppo indie anglo-svedese Razorlight, pubblicato il 17 luglio 2006. L'album raggiunse il primo posto nella classifica delle vendite britanniche (Official Albums Chart).

## Tracce
Tutti i brani sono stati composti da Johnny Borrell se non diversamente indicato
1. "In the Morning" – 3:40
2. "Who Needs Love?" – 3:30
3. "Hold On" – 3:24
4. "America" (Borrell, Andy Burrows/Razorlight) – 4:10
  - Unica canzone ad essere prodotta dal gruppo
5. "Before I Fall to Pieces" (Borrell, Burrows/Razorlight) – 3:21
6. "I Can't Stop This Feeling I've Got" (Borrell, Björn Ågren/Razorlight) – 3:26
7. "Pop Song 2006" – 2:41
8. "Kirby's House" – 2:50
9. "Back to the Start" – 3:12
10. "Los Angeles Waltz" – 4:40
11. "Keep the Right Profile" - 3:28 (iTunes Store bonus track)
  - Pubblicata nel 2005 come B-side del singolo "Somewhere Else".

## Singoli
- "In the Morning" (3 luglio 2006)
- "America" (2 ottobre 2006)
- "Before I Fall to Pieces" (18 dicembre 2006)
- "I Can't Stop This Feeling I've Got" (19 marzo 2007)
- "Hold On" (9 luglio 2007)

## Dettagli
| Pese        | Data           | Etichetta                         | Formato  | Catalogo                      |
| ----------- | -------------- | --------------------------------- | -------- | ----------------------------- |
| Giappone    | 12 luglio 2006 | Universal International           | CD       | UICR-1048                     |
| Regno Unito | 17 luglio 2006 | Mercury, Vertigo Records          | LP       | 6 02517 01090 1               |
| Regno Unito | 17 luglio 2006 | Mercury, Vertigo Records          | CD       | 6 02517 01284 4               |
| Regno Unito | 17 luglio 2006 | Mercury, Vertigo Records          | CD / DVD | 6 02517 01290 5               |
| Stati Uniti | 22 agosto 2006 | Universal Motown, Vertigo Records | CD       | B0007215-02 / 6 02517 03360 3 |
| Stati Uniti | 22 agosto 2006 | Universal Motown, Vertigo Records | CD / DVD | B0007430-10 / 6 02517 03795 3 |